# 太平洋蓑蚶
太平洋蓑蚶（学名：Samacar pacifica），是魁蛤目魁蛤科Samacar属的一种。主要分布于中国大陆，常栖息在潮下带20-300米。